# Zlatko Dalić
Zlatko Dalić, hrvaški nogometaš in trener, * 26. oktober 1966, Livno, SR Bosna in Hercegovina, Jugoslavija (danes Bosna in Hercegovina).
Dalić je nekdanji nogometaš in od leta 2017 selektor hrvaške reprezentance.